# داميان كينيدي
داميان كينيدي (بالإنجليزية: Damian Kennedy)‏ هو لاعب دوري الرغبي أسترالي، ولد في 29 يونيو 1974.